# Асакент
Асакент (лезг. Асаъ, Асаяр) — село в Хивском районе Дагестана Российской Федерации.. Входит в состав сельского поселения сельсовет Концильский.

## География
Расположено в 6 км к северо-востоку от районного центра — села Хив. Примыкает к западной окраине села Конциль.

## История
В 1940 году начала действовать школа

## Население
| 1895 | 1926 | 1939 | 1970 | 1989 | 2002 | 2010 |
| ---- | ---- | ---- | ---- | ---- | ---- | ---- |
| 273  | ↘219 | ↗233 | ↘110 | ↘80  | ↗115 | ↘108 |
| 2021 |      |      |      |      |      |      |
| ↘99  |      |      |      |      |      |      |

## Инфраструктура
Личное подсобное хозяйство с зоной сельскохозяйственного использования, индивидуальная застройка усадебного типа.
Действует Асакентская начальная школа
Село газифицировано